# Maija
Maija är en ö i Finland. Den ligger i sjön Roine och i kommunen Kangasala i den ekonomiska regionen Tammerfors och landskapet Birkaland, i den södra delen av landet, 140 km norr om huvudstaden Helsingfors. Öns area är 3,7 hektar och dess största längd är 430 meter i sydöst-nordvästlig riktning.